# Équipe de Tunisie de football en 1977
L'équipe de Tunisie de football connaît en 1977 une année de grande réussite, en se qualifiant pour la première fois en phase finale de la coupe du monde de football en battant successivement les équipes du Maroc, de l'Algérie, de la Guinée, du Nigeria et de l'Égypte. Elle se qualifie aussi pour la coupe d'Afrique des nations 1978.

## Matchs

### Rencontres internationales
| Date              | Stade                                | Adversaire       | Score                                     | Comp | Buteurs tunisiens                                      |
| 9 janvier 1977    | Stade olympique d'El Menzah, Tunisie | Maroc            | 1-1 (4-2 aux tirs au but pour la Tunisie) | QCDM | Laabidi 34e                                            |
| 6 février 1977    | Stade olympique d'El Menzah, Tunisie | Algérie          | 2-0                                       | QCDM | M.A. Akid 57e, Kaabi 74e                               |
| 28 février 1977   | Alger, Algérie                       | Algérie          | 1-1                                       | QCDM | Jebali 89e                                             |
| 5 mars 1977       | Stade olympique d'El Menzah, Tunisie | Malte            | 0-1                                       | A    |                                                        |
| 8 mars 1977       | Doha, Qatar                          | Qatar            | 0-1                                       | A    |                                                        |
| 13 mars 1977      | Le Caire, Égypte                     | Égypte           | 2-2                                       | QCAN | Agrebi 25e, M.A. Akid 70e                              |
| 20 mars 1977      | Stade olympique d'El Menzah, Tunisie | Union soviétique | 0-3                                       | A    |                                                        |
| 27 mars 1977      | Stade olympique d'El Menzah, Tunisie | Égypte           | 3-2                                       | QCAN | M.A. Akid 10e, Lahzami 17e, Dhiab 55e                  |
| 5 juin 1977       | Conakry, Guinée                      | Guinée           | 0-1                                       | QCDM |                                                        |
| 19 juin 1977      | Stade olympique d'El Menzah, Tunisie | Guinée           | 3-1                                       | QCDM | N. Limam 9e, Lahzami 58e, Khouini 62e                  |
| 6 septembre 1977  | Stade olympique d'El Menzah, Tunisie | Malte            | 2-1                                       | A    | Agrebi 27e, Dhiab 57e                                  |
| 25 septembre 1977 | Stade olympique d'El Menzah, Tunisie | Nigeria          | 0-0                                       | QCDM |                                                        |
| 2 octobre 1977    | Stade olympique d'El Menzah, Tunisie | Guinée           | 3-0                                       | QCAN | Laabidi 19e, Dhiab 38e 48e                             |
| 16 octobre 1977   | Conakry, Guinée                      | Guinée           | 2-3                                       | QCAN | Agrebi 17e, Dhiab 25e                                  |
| 12 novembre 1977  | Lagos, Nigeria                       | Nigeria          | 1-0                                       | QCDM | Odiye (auto-goal)                                      |
| 25 novembre 1977  | Le Caire, Égypte                     | Égypte           | 2-3                                       | QCDM | Ben Aziza 78e, M.A. Akid 81e                           |
| 11 décembre 1977  | Stade olympique d'El Menzah, Tunisie | Égypte           | 4-1                                       | QCDM | M.A. Akid 15e, Lahzami 43e, Ben Aziza 65e, Laabidi 75e |

### Matchs de préparation
| Date              | Stade                                | Adversaire                              | Score | Comp | Buteurs tunisiens          |
| 13 septembre 1977 | Monaco, Monaco                       | AS Monaco ( Monaco)                     | 1-0   | A    | Dhiab 88 pen.              |
| 16 septembre 1977 | Cannes, France                       | AS Cannes ( France)                     | 1-1   | A    | Agrebi                     |
| 19 novembre 1977  | Stade olympique d'El Menzah, Tunisie | Hertha BSC ( Allemagne de l'Ouest)      | 1-0   | A    | N. Limam                   |
| 5 décembre 1977   | Stade olympique d'El Menzah, Tunisie | FK Žalgiris Vilnius ( Union soviétique) | 2-1   | A    | N. Limam 6e, M.A. Akid 34e |

## Sources
- « Équipe de Tunisie : les rencontres internationales », dans Mohamed Kilani, Guide-Foot 2010-2011, Tunis, Imprimerie des Champs-Élysées, 2010 (ISBN 978-9973021991).
- Béchir Latrech et Abdessattar Latrech, 40 ans de foot en Tunisie, vol. 1, Tunis, Société graphique d'édition et de presse, 1995, p. 99-176.